# 森林病害虫等防除法
森林病害虫等防除法（しんりんびょうがいちゅうとうぼうじょほう、昭和25年法律第53号）は、森林病害虫等を早期にかつ徹底的に駆除し、そのまん延を防止することによって森林の保全を図ることに関する法律である。
当初は「松くい虫等その他の森林病害虫の駆除予防に関する法律」という名称であり松くい虫の防除が主であったが、後に対象が拡大された。
病害虫が付着した樹木等に対する大臣や知事による駆除命令、移動の制限その他措置について規定されている。